# Omar Moussa al-Masrahi
Omar Moussa al-Masrahi (* 17. Februar 1978) ist ein ehemaliger saudi-arabischer Leichtathlet, der sich auf den Hochsprung spezialisiert hat.

## Sportliche Laufbahn
Erste internationale Erfahrungen sammelte Omar Moussa al-Masrahi vermutlich im Jahr 1999, als er bei den Militärweltspielen in Zagreb mit übersprungenen 2,10 m den neunten Platz belegte. Zudem gewann er bei den Arabischen Meisterschaften in Beirut mit 2,13 m die Bronzemedaille hinter dem Libanesen Jean-Claude Rabbath und Ali Mohamed Fadaak aus Katar. 2001 gewann er bei den Arabischen Meisterschaften in Damaskus mit 2,04 m die Bronzemedaille hinter dem Libanesen Rabbath und Salem Nasser Bakheet aus Bahrain. Im Jahr darauf gewann er bei den Westasienspielen in Kuwait mit 2,07 m die Silbermedaille hinter Rabbath und im Oktober belegte er bei den Asienspielen in Busan mit 2,15 m den sechsten Platz. 2004 belegte er bei den Panarabischen Spielen in Algier mit 2,08 m den fünften Platz und im Jahr darauf siegte er bei den erstmals ausgetragenen Islamic Solidarity Games in Mekka mit neuem Landesrekord von 2,20 m. Anschließend belegte er bei den Asienmeisterschaften in Radès mit 2,15 m den fünften Platz und siegte dann mit 2,18 m bei den Arabischen Meisterschaften in Radès. In den folgenden Jahren bestritt er nur noch vereinzelt Wettkämpfe, ehe er seine aktive Karriere 2011 im Alter von 33 Jahren beendete.